# سليم كيث
سليم كيث (بالإنجليزية: Slim Keith)‏ هي نجمة اجتماعية وعارضة أمريكية، ولدت في 15 يوليو 1917 في ساليناس في الولايات المتحدة، وتوفيت في 16 أبريل 1990 في مانهاتن في الولايات المتحدة بسبب سرطان الرئة.